# Hiltenfingen
Hiltenfingen là một đô thị tại huyện Augsburg bang Bayern nước Đức. Đô thị Hiltenfingen có diện tích 14,55 km², dân số thời điểm ngày 31 tháng 12 năm 2006 là 1516 người.